# Ge Fei (scrittore)
Ge Fei, pseudonimo di Liu Yong (刘勇) (caratteri cinesi: 格非; pinyin: Gé Fēi; Wade-Giles: Ke Fei; Jiangsu, 1964), è un insegnante e scrittore cinese, vincitore nel 2015 del prestigioso Premio Letterario Mao Dun, con la Trilogia Jiangnan (江南三部曲, pinyin: Jiāngnán sān bù qǔ).

## Biografia
Ge Fei nasce nel 1964 in Cina, nella provincia del Jiangsu. Nel 1985 si laurea in Lingua cinese alla East China Normal University (ECNU) di Shanghai. Nel 2000 ottiene il Dottorato di Ricerca presso la ECNU e, nello stesso anno, la cattedra di professore di Letteratura cinese alla Tsinghua University di Pechino. Col suo primo racconto Zhuiyi Wu You Xiansheng (追忆乌攸先生, pinyin: Zhuīyì Wū Yōu Xiānsheng, letteralmente Ricordando il Signor Wu You), nel 1986 inaugura la sua carriera letteraria, per poi nel 1987 affermarsi all'interno del gruppo degli scrittori cinesi cosiddetti "d'avanguardia" con la pubblicazione di Mi Zhou (迷舟, pinyin: Mí Zhōu, letteralmente La barca perduta).
Dopo la pubblicazione del romanzo Il nemico (敌人, pinyin: Dírén, 1993), Ge Fei sospende la sua carriera di scrittore per dedicarsi esclusivamente a quella di professore universitario. Sebbene non goda della fama internazionale di altri scrittori cinesi suoi contemporanei, come Mo Yan o Yu Hua, le sue opere sono innovative e degne di nota. Dopo dieci anni di silenzio, nel 2004 ritorna sulla scena con il primo volume Renmian Taohua (人面桃花, pinyin: Rénmiàn Táohuā, letteralmente Come un pesco in fiore) della fortunata Trilogia di Jiangnan.

## Temi e stile
Ge Fei fa la sua comparsa nella scena letteraria cinese negli anni Ottanta del XX secolo. In questo periodo il modernismo occidentale è seguito con molto interesse e tra gli scrittori cinesi si sviluppa una corrente letteraria d'avanguardia che pone in discussione la narrativa del realismo socialista. Nel 1985 appaiono i primi importanti lavori di narrativa d'avanguardia, in contrapposizione al modello canonico di romanzo moderno cinese, introducendo caratteristiche di incompletezza e di frammentazione nella struttura del romanzo.
La generazione di scrittori nati negli anni '60, come Ge Fei, Su Tong e Yu Hua, non ha vissuto direttamente l'epoca della Rivoluzione Culturale che ha segnato invece la produzione culturale cinese dominante nella seconda metà del XX secolo. Fino ad allora la narrativa cinese aveva avuto prevalentemente lo scopo di diffondere un messaggio, che fosse di propaganda, di riflessione o di critica, dando per scontato che lo scrittore, impegnato per la nazione, possedesse la corretta interpretazione del mondo.
Al contrario, gli scrittori d’avanguardia come Ge Fei criticano la tendenza degli autori modernisti di fornire soluzioni per le problematiche politico-sociali e rinunciano al ruolo di guida, ritenendo che il fardello culturale dello scrittore impegnato sia troppo pesante. Essi non redigono alcun manifesto programmatico, né corrispondono a un movimento vero e proprio; sono giovani scrittori che sperimentano una nuova forma letteraria e che condividono una disillusione per i valori di umanesimo ed eroismo.
Ge Fei in un'intervista affermerà che quel periodo risentiva ancora dei limiti imposti alla scrittura per motivi politici, e che scrivere opere di difficile comprensione appariva una sfida. A partire dagli anni '90, invece, a suo parere, la scrittura cosiddetta "d'avanguardia" iniziò ad essere incoraggiata dal mercato e dai media e, sotto la crescente influenza del consumismo, gli autori seguirono il gusto del pubblico, privando di fatto quel tipo di letteratura del suo carattere sperimentale e innovativo.
Lo sperimentalismo praticato da Ge Fei, nel tentativo di combinare la lunga tradizione letteraria con una fase storica di profondi e rapidi cambiamenti, è stato accostato all'intento di critica alla tradizione cinese espresso alla fine degli anni Dieci del Novecento dal Movimento del 4 Maggio.

### Temi
Negli ultimi decenni del XX secolo in Cina si sviluppa una letteratura definita "utopica", che si interroga sulla modernità. Il ricorso all'utopia in questo caso non risponde al desiderio di immaginare un mondo fantastico, ma alla necessità di esporre una visione della realtà disillusa e di svelare la falsità del mito della società perfetta. È in questo contesto di  "utopismo disincantato" che viene a collocarsi la trilogia di Ge Fei.
Sulla base della definizione canonica del termine utopia, i suoi romanzi si potrebbero definire "contro-utopici", mettendo in evidenza la disastrosa combinazione fra idee socialiste e progetti di modernizzazione. Egli inserisce i suoi racconti in un universo distopico, in una società immaginaria apparentemente perfetta, armoniosa e felice, che si rivela in realtà una condizione altamente negativa, un’esistenza priva di libertà. Ge Fei cerca di rimettere l’individuo al centro contro il valore della collettività esaltato durante l'epoca maoista.
Lo scenario dei suoi romanzi può essere identificato geograficamente nelle città o nelle campagne della regione intorno al delta dello Yangtze alla fine degli anni ’80 del Novecento; lo si può dedurre dai riferimenti alla moda del tempo, ai nomi delle strade, ai nomi di artisti e così via.

#### Realtà e finzione
Secondo Ge Fei, la memoria può solo tracciare i contorni degli eventi passati, che tuttavia non sempre sono attendibili. Ad esempio, nel racconto Qinghuang (青黄, pinyin: Qīnghuáng, letteralmente Verde e giallo) sono presenti narratori differenti che raccontano di uno stesso fatto successo in passato, col risultato che la vicenda originale viene snaturata dalle varie versioni. L'autore mette in dubbio il realismo come capacità di rappresentazione della realtà, perciò la narrazione degli eventi storici si intreccia e si scontra con il ricordo che riaffiora alla mente del narratore e non vi è una demarcazione netta fra realtà e finzione. A partire da oggetti concreti, un fiume di sensazioni, immagini e nomi affiorano dal passato nel tentativo di riorganizzare le esperienze vissute. Nei suoi racconti Ge Fei esplora la relazione intricata fra il reale e l’illusorio, e rivela una realtà frammentaria e inconsistente, solo apparentemente omogenea.

### Stile
Il suo stile narrativo è molto attento all'aspetto tecnico e formale. All'interno della struttura narrativa fonde le esperienze personali dei personaggi con la finzione e con fatti storici documentati, mettendo in luce le profonde incongruenze fra memoria individuale e memoria collettiva. Tre suoi brevi racconti Mizhou (迷舟, pinyin: Mízhōu, letteralmente La Barca Perduta), Danian (大年, pinyin: Dànián, letteralmente La Vigilia del Nuovo Anno), Xiangyu (相遇, pinyin: Xiāngyù, letteralmente L'Incontro) alternano storia personale e storia nazionale. La narrazione non procede in maniera coerente e lineare, bensì con un susseguirsi di affermazioni, interruzioni, smentite e omissioni. La sua scrittura appare agli occhi del lettore discontinua e disomogenea. L'autore mette in discussione ciò che viene raccontato: la rappresentazione oggettiva dei fatti viene soppiantata a favore di una rappresentazione soggettiva e lacunosa.
Fino agli anni Novanta la scrittura di Ge Fei è centrata sulla sperimentazione formale; egli opera una depoliticizzazione del linguaggio, creando una nuova narrativa che non vuol essere né storica né sociopolitica. Nelle opere di questo periodo si percepisce l'influenza degli scrittori occidentali modernisti come Faulkner, Kafka, Joyce, Calvino, Robbe-Grillet specialmente nell'uso del discorso indiretto libero e del flusso di coscienza. Notevole è anche il credito nei confronti degli scrittori sudamericani, come García Márques e Borges, tradotti dallo stesso Ge Fei. Da quest'ultimo mutuerà la tecnica narrativa (l'inserimento di molteplici motivi e argomenti in un'unica storia, priva però di un'unica direzione, e quindi "labirintica") e l'uso di strutture metatestuali, riscontrabili, ad esempio, in Qinghuang e Mizhou. Profondo conoscitore della letteratura classica, utilizza nelle trame e nei titoli di alcune sue opere riferimenti alla letteratura tradizionale; ad esempio il titolo del romanzo La Cetra Intarsiata (锦瑟, Jinse, pinyin: Jinse) riprende il poema di epoca Tang di Li Shangyin.
Dopo gli anni Novanta la produzione di Ge Fei, come quella di molti altri autori dell’avanguardia, non pone più al centro la sperimentazione linguistica e narrativa; la forma del romanzo prevale su quella del racconto. Risultato di questo cambiamento stilistico è il romanzo pubblicato nel 2012, Yinshen Yi  (隐身衣, letteralmente Il mantello dell’invisibilità).

## Opere

### Racconti brevi
- 1986. Zhuiyi Wu You Xiansheng  (追忆乌攸先生, pinyin: Zhuīyì Wū Yōu Xiānsheng, letteralmente Ricordando il signor Wu You)
- 1987. Xian Jing (陷阱, pinyin: Xiàn Jǐng, letteralmente La trappola)
- 1987. Mizhou (迷舟, pinyin: Mízhōu, letteralmente La barca perduta)
- 1988. Danian (大年, pinyin: Dànián, letteralmente La vigilia del Nuovo Anno)
- 1988. Hese Niao Qun (褐色鸟群, pinyin: Hèsè Niǎo Qún, letteralmente Uno stormo di uccelli marroni)
- 1988. Qinghuang (青黄, pinyin: Qīnghuáng, letteralmente Verde e giallo)
- 1993. La Cetra Intarsiata (锦瑟, Jinse, pinyin: Jǐn sè), traduzione di Paola Iovene, Roma, Fahrenheit 451, 2000, ISBN 88-86095-43-0
- 1993. Xiangyu (相遇, pinyin: Xiāngyù, letteralmente L'incontro)
- 1996. Yuwang de qizhi (欲望的旗帜, letteralmente Bandiere di desiderio)

### Romanzi
- 1993. Il Nemico (敌人, Diren, pinyin: Dírén), traduzione di Nicoletta Pesaro, Vicenza, Neri Pozza, 2005, ISBN 88-545-0025-9
- 2012. Yinshen Yi  (隐身衣, letteralmente Il mantello dell’invisibilità)

#### Trilogia Jiangnan 江南三部曲
- 2004. Renmian Taohua (人面桃花, pinyin: Rénmiàn Táohuā, letteralmente Come un pesco in fiore)
- 2007. Shan He Rumeng (山河入梦, pinyin: Shān Hé Rùmèng, letteralmente Il sogno di Montagne e Fiumi)
- 2011. Chun Jin Jiangnan (春尽江南, pinyin: Chūn Jìn Jiāngnán, letteralmente La primavera termina nel Jiangnan)